# Мирзоева, Араста Мамедалы кызы
Араста Мамедалы кызы Мирзоева (азерб. Arəstə Məmmədəli qızı Mirzəyeva; 8 февраля 1917, Джебраильский уезд — ?) — советский азербайджанский хлопковод, Герой Социалистического Труда (1948).

## Биография
Родилась 8 февраля 1917 года в селе Махмудлы Джебраильского уезда Елизаветпольской губернии (ныне Физулинский район Азербайджана).
С 1930 года — колхозница, звеньевая колхоза имени Нариманова (бывший имени Джапаридзе) Физулинского района. В 1947 году получила урожай хлопка 87,27 центнера с гектара на площади 5 гектаров.
Указом Президиума Верховного Совета СССР от 10 марта 1948 года за получение в 1947 году высоких урожаев хлопка Мирзоевой Арасте Мамедалы кызы присвоено звание Героя Социалистического Труда с вручением ордена Ленина и золотой медали «Серп и Молот».
Активно участвовала в общественной жизни Азербайджана. Член КПСС с 1943 года. Депутат Верховного Совета Азербайджанской ССР 2-го созыва.
С 1968 года — пенсионер союзного значения.